# Alabaster (Alabama)
Alabaster is een plaats (city) in de Amerikaanse staat Alabama, en valt bestuurlijk gezien onder Shelby County.

## Demografie
Bij de volkstelling in 2000 werd het aantal inwoners vastgesteld op 22.619.
In 2006 is het aantal inwoners door het United States Census Bureau geschat op 28.240, een stijging van 5621 (24,9%).

## Geografie
Volgens het United States Census Bureau beslaat de plaats een oppervlakte van
53,1 km², waarvan 53,0 km² land en 0,1 km² water. Alabaster ligt op ongeveer 177 m boven zeeniveau.

## Plaatsen in de nabije omgeving
De onderstaande figuur toont de plaatsen in een straal van 24 km rond Alabaster.